# Gérard Debreu
Gérard Debreu (født 4. juli 1921 i Calais, død 31. december 2004 i Paris) var en fransk økonom og matematiker, der også fik amerikansk statsborgerskab. Han var bl.a. professor ved University of California, Berkeley og modtog Nobelprisen i økonomi i 1983. Han er kendt for flere grundlæggende bidrag til moderne mikroøkonomi, først og fremmest sit arbejde sammen med Kenneth Arrow, der påviste eksistensen af en ligevægt for en økonomi med fuldkommen konkurrence.

## Baggrund
Gérard Debreu blev født i Calais, hvor hans far arbejdede i tekstilbranchen. Han blev forældreløs i en tidlig alder - faderen begik selvmord, og moderen døde tidligt af naturlige årsager. I 1941 påbegyndte han studier ved det prestigefulde École Normale Supérieure i Paris. Efter D-dag blev han soldat i den franske hær og blev i denne anledning bl.a. sendt til Algeriet og Tyskland. Han genoptog studierne i 1945-46 og var på det tidspunkt blevet interesseret i økonomi, ikke mindst Léon Walras' generelle ligevægtsteori. Fra 1946 til 1948 arbejdede han som assistent ved Centre National de la Recherche Scientifique. I løbet af disse to et halvt år fuldførte han sin overgang fra matematik til økonomi. I 1948 kom han til USA på et Rockefeller Fellowship, som gjorde ham i stand til at besøge adskillige amerikanske universiteter såvel som universiteterne i Uppsala og Oslo i 1949–50.
Debreu giftede sig med Françoise Bled i 1946. De fik to døtre, Chantal og Florence, født i henholdsvis 1946 og 1950. 
Debreu døde i Paris nytårsaften 2004, 83 år gammel, og ligger begravet på Père Lachaise-kirkegården.

## Forskning
I 1950 begyndte Debreu at arbejde som forskningsassistent ved Cowles-kommissionen, hvor han forblev i fem år. I 1954 offentliggjorde han sammen med Kenneth Arrow et banebrydende papir med titlen Existence of an Equilibrium for a Competitive Economy. Her leverede de et definitivt matematisk bevis for eksistensen af en generel ligevægt ved hjælp af topologiske metoder i stedet for differentialregning. 
I 1955 blev han ansat ved Yale University. I 1959 offentliggjorde han sin klassiske monografi Theory of Value: An Axiomatic Analysis of Economic Equilibrium, som er et af de vigtigste arbejder inden for matematisk økonomi. I dette værk opstiller Debreu et aksiomatisk grundlag for markeder med fuldkommen konkurrence. Han påviste også eksistensen af en ligevægt ved hjælp af en ny tilgang. hvor han bl.a. anvendte Kakutanis fikspunkt-teorem. Debreu beskæftigede sig med begrebet usikkerhed og viste, hvordan det kan indarbejdes i en deterministisk model. Her indførte han begrebet betinget vare, som er et løfte om at levere en bestemt vare, hvis en særlig tilstand bliver realiseret. Dette begreb bruges meget ofte inden for finansiering, hvor det er kendt som et Arrow-Debreu-aktiv.
I 1960–61 arbejdede han ved Center for Advanced Study in the Behavioral Sciences på Stanford University, hvor han brugte det meste af sin tid på et avanceret bevis, som blev færdigt i 1962, af et generelt teorem om eksistensen af en økonomisk ligevægt. 
I 1962 blev han professor i økonomi ved University of California, Berkeley. I 1975 skiftede han til et professorat i matematik.
I 1976 modtog han den franske orden Æreslegionen, og i 1983 fik han Nobelprisen i økonomi "for at have indarbejdet en ny analytisk metode i økonomisk teori samt hans reformulering af teorien bag ligevægtsøkonomier." Kenneth Arrow havde allerede fået Nobelprisen 11 år tidligere for sit arbejde med generel ligevægts- og velfærdsteori.
I 1990 var Debreu formand for den amerikanske økonomsammenslutning American Economic Association.